# Горбачевский, Александр Иванович
Алекса́ндр Ива́нович Горбаче́вский (20 сентября 1918, Лукашовка, Херсонская губерния — 8 декабря 1989, Петрозаводск) — полковник Советской армии, участник Великой Отечественной войны, Герой Советского Союза (1944).

## Биография
Родился 20 сентября 1918 года в селе Лукашовка (ныне — Первомайский район Николаевской области Украины) в рабочей семье. Учился в Батумском индустриальном техникуме. В 1938 году был призван на службу в Рабоче-крестьянскую Красную армию. В 1940 году он окончил военную авиационную школу пилотов в Сталинграде. С июня 1941 года — на фронтах Великой Отечественной войны.
К июлю 1943 года будучи в звании гвардии капитана командовал эскадрильей 29-го гвардейского истребительного авиаполка 275-й истребительной авиадивизии 13-й воздушной армии Ленинградского фронта. К тому времени он совершил 386 боевых вылетов, принял участие в 78 воздушных боях, сбив 16 самолётов противника лично и ещё 6 — в группе.
Указом Президиума Верховного Совета СССР «О присвоении звания Героя Советского Союза офицерскому составу военно-воздушных сил Красной Армии» от 4 февраля 1944 года за «образцовое выполнение боевых заданий командования на фронте борьбы с немецкими захватчиками и проявленные при этом отвагу и геройство» был удостоен высокого звания Героя Советского Союза с вручением ордена Ленина и медали «Золотая Звезда» за номером 3200.
После окончания войны продолжил службу в Советской Армии. В 1961 году в звании полковника он был уволен в запас. Проживал и работал в Петрозаводске. Умер 8 декабря 1989 года, похоронен на Сулажгорском кладбище Петрозаводска.
Был также награждён орденом Красного Знамени, двумя орденами Отечественной войны 1-й степени, орденом Красной Звезды, а также рядом медалей.
Память
- Его могила является объектом культурного наследия России[8].